# Yacine Medane
Yacine Medane (en arabe : ياسين مدان) est un footballeur algérien né le 28 février 1993 à Bourouba dans la wilaya d'Alger. Il évolue au poste de Milieu offensif à l'US Biskra.
Il est le neveu de Hakim Medane, ancien international algérien.

## Biographie
Il évolue en première division algérienne avec les clubs de l'USM El Harrach et de l'Olympique de Médéa.
En mars 2021, il quitte Médéa pour jouer en faveur de la JS Kabylie pour un contrat de deux ans et demi.

## Palmarès
Olympique de Médéa
- Championnat d'Algérie D2 (1) :
  - Champion : 2019-20.

 JS Kabylie
- Vainqueur de la Coupe de la Ligue algérienne : 2020-2021.
- Vice-Champion d'Algérie : 2021-2022.